# (279723) Wittenberg
(279723) Wittenberg est un astéroïde de la ceinture principale.

## Description
(279723) Wittenberg est un astéroïde de la ceinture principale. Il fut découvert le 12 septembre 1991 à Tautenburg par Freimut Börngen et Lutz Dieter Schmadel. Il présente une orbite caractérisée par un demi-grand axe de 2,57 UA, une excentricité de 0,30 et une inclinaison de 3,0° par rapport à l'écliptique.